# Бухарестский национальный университет музыки
Бухарестский национальный университет музыки (рум. Universitatea Naţională de Muzică Bucureşti, другое название Консерватория имени Порумбеску в Бухаресте — высшее музыкальное учебное заведение, единственный в Бухаресте университет, ведущий подготовку специалистов в области музыкального образования.

## История
Основан в 1864 году указом господаря Александра Иоана Куза. Начал свою деятельность 6 октября 1864 года как Консерватория музыки и декламации под руководством композитора Александру Флехтенмахера.
В 1907 году консерватория музыки и декламации реорганизована в консерваторию музыки и драматического искусства.
17 июля 1931 года стала называться Королевской академией музыки и драматического искусства.
С 1950 по 1990 год вуз назывался Консерватория имени Порумбеску.
С 1990 по 1998 год функционировал под названием Бухарестская музыкальная академия.
С 1998 по 2001 год носил название Университет музыки Бухареста.
Постановлением правительства от января 2001 года назван Бухарестским национальным университетом музыки.

## Структура
В университете — два факультета: факультет композиции, музыковедения и музыкальной педагогики (FCMPm) и факультет исполнительских искусств (FIM).

## Известные преподаватели и выпускники
- Андрику, Михаил
- Боуряну, Раду
- Виеру, Анатоль
- Воинеску, Алиса
- Джорджеску, Джордже
- Аттила Дорн
- Клучеру, Соня
- Липатти, Дину
- Марин, Константин
- Маркович, Сильвия
- Музическу, Флорика
- Нафорницэ, Валентина
- Николеску, Фауст
- Профета, Лауренциу
- Рэдулеску, Михаэль
- Рэдулеску, Сперанца
- Хаскил, Клара
- Херля, Николае
- Хусс, Хуго Ян
- Черней, Елена
- Чортя, Тудор
- Шахигьян, Йон

## Награды
- Великий офицер ордена «За заслуги перед культурой»[рум.] в категории B «Музыка» (28 ноября 2024 года, Румыния)[1].